# Trichoniscus buturovici
Trichoniscus buturovici is een pissebed uit de familie Trichoniscidae. De wetenschappelijke naam van de soort is voor het eerst geldig gepubliceerd in 1972 door Pljakic.